# آرلینگتون ۳۵۹۷۸
سیارک ۳۵۹۷۸ (به انگلیسی: 35978 Arlington، نامگذاری:1999NC) سی و پنج هزار و نهصد و هفتاد و هشتمین سیارک کشف شده‌است که در ۵ ژوئیه ۱۹۹۹ کشف شد.